# Средњовековни градови
Средњовековни градови су посебна форма градова који су се формирали у средњем веку, са одређеним особеностима и разликама у односу на античке градове пре њих, и градове новог века после.

## Оснивање градова у средњовековним државама
У раном средњем веку, у већем делу Европе није било градова који су имали функцију производног или трговачког центра. Велика померања становништва (Сеоба народа), ратови и болести су проузроковали разарање већине градова Римског царства, прекид трговине и нагли пад производње робе. Рани средњи век карактерише аутархична привреда где је свако село, феуд и област производило све што је неопходно за опстанак сопственог становништва. Са прекидом великих сеоба, трговина почиње полако да се обнавља, док су промене у пољопривредној производњи и унутрашња колонизација незаузетог земљишта омогућили појаву вишкова којима се могло трговати. Чак и у раном периоду средњег века, постојала су насеља која су се доминантно бавила занатством (обично седишта владара, високог племства и црквених поглавара). Са обновом трговине, занатска насеља као и села на погодном положају се све више окрећу производњи занатских добара и трговини. Да би насеље занатлија и трговаца могло да функционише, становници тих насеља су морали да буду правно слободни (за разлику од кметова) и морали су да имају неке правне гаранције свог положаја и имовине. Да би се заштитили и ефикасније борили за своја права, грађани су ступали у цехове (братовштине). Почев већ од 11. века, многи градови добијају привилегије и то обично путем откупа од господара, оружаном борбом или даровницама краља.
У многим земљама, владари и феудалци (црквени и световни) привлаче колонисте давањем одређених привилегија. Ако је основан потпуно нов град, господар територије је уговором ослобађао досељенике одређених пореза (трајно или на одређен рок), одобравао градска права а по угледу на статут старијег оближњег града (или града из којег су досељеници дошли) и друге олакшице.
У средњем веку постојало је више типова градских самоуправа али најчешћи су били:
- властелински градови (на територији феудалца који је граду дао привилегије),
- црквени градови
- слободни краљевски градови.

У неким областима, неки градови су стекли довољну економску и војну моћ да се потпуно ослободе чиме су постајали градске републике. Неке од градских република су успеле и да освоје пространо суседно подручје као и да оснују многе колоније својих грађана на важним трговачким путевима (Ђенова, Венеција, Пиза, Велики Новгород, Либек, Хамбург, Бриж, Гент, Фиренца, Гдањск, Нирнберг, Дубровник и др.)

## Оснивање градова од стране владара
У многим средњовековним државама, владари су рано изгубили контролу над племством које је распарчало државу. То је водило у хаос феудалних сукоба против кога су се владари борили на разне начине. Пошто је имовина цркве у таквим околностима била пљачкана од стане племства, Црква је углавном била један од главних савезника краља у обнови јединства државе. Друго оружје владара су били градови. Грађанима нису одговарале феудална расцепканост и стални сукоби. Такође, моћни феудалци су се супротстављали тежњама градова за аутономијом. Владари су онда могли да одређена насеља даривањем повеље изузму из надлежности својих противника. 
На тај начин, насеље би добило статус краљевског града са одређеним правима и обавезама. Краљевски градови су били изузети из надлежности локалне власти (на пример, жупанија у Чешкој и Мађарској), били су ослобођени плаћања локалних такси и намета, феудалних намета и нису плаћали царину. Имали су потпуну аутономију са органима власти које су бирали грађани или градско племство (патрицијат). Краљевски градови су по дефиницији морали имати градске зидове и увек су поседовали сопствене оружане снаге. Грађанима краљевских градова су судили сопствени градски судови а на основу сопственог правног система. Другостепена инстанца на пресуде градских судија је био или град оснивач (тј. новоосновани градови су углавном узимали као свој правни основ статут већ постојећег старијег града) или нека судска инстанца коју је основао владар. Краљевски градови су такође имали своје место у парламенту (сабор, збор, скупштина сталежа ) и на тај начин учествовали у политичком животу целе земље.

## Уређење градова
Мада су широм Европе постојале разне варијације, неке опште одлике о уређењу градова се могу одредити.
Градовима је у најранијем периоду управљала градска скупштина, а у каснијем периоду градско веће које је бар до 14. века било бирано од стране грађана. Градско веће је доносило прописе, бирало градске чиновнике и одлучивало о свим важним питањима за функционисање града. Већа су имала тачно одређен број чланова а услед појаве патрицијата (градског племства) чланство у већу је постало наследно у одређеним породицама. Временом се градско веће дели у одређена тела која имају различита овлашћења и поља деловања.
Градски магистрати су чиновници градске управе који су бирани на одређен период ради вршења одређеног јавног овлашћења (контрола мера и тегова на пијаци, писари, нотари, судије итд.)
Одређену улогу су имале занатска удружења која су својим прописима уређивала приватан живот својих чланова као и делатност заната (мере, квалитет, цене, правила о ступању у занат, стицање назива калфа, мајстор итд.) Цех је био организација занатлија која је имала и нека јавна овлашћења (давали су људство за стражу на капијама, одржавали су ред и безбедност дела града у ком су живели, градили цеховске цркве и задужбине итд.). Када је градско племство преузело власт у градовима, само су занатски цехови успели после дуге борбе добије представнике у градској власти.

## Градови у Угарској
После катастрофалне инвазије Монгола као једна од мера јачања одбрамбене моћи мађарског краљевства је била понуда привилегија Слободног краљевског града (liberae et regiae civitates) свим насељима које изграде зидове. Касније, тај услов није поштован потпуно јер је Сегедин добио статус слободног краљевског града пре изградње зидова а Дебрецин (који је кратко имао тај статус) никад га није ни градио.
У Угарском краљевству су постојале три категорије градова:
- Слободни краљевски градови - сви краљевски градови (у 18. веку их је било 61) су имали своје статуте, своје градске органе управе и судство (које је судило у грађанским и кривичним споровима) као и своје оружане снаге. Били су изузети од жупанијске власти и подређени краљу. Пошто су третирани као колективни племићи, ови градови су били ослобођени царина, скеларина и тридесетине, а имали су и право избора свештеника у граду, право коришћења „малих краљевских права“ (продаја пића, производња пива, држање млинова, месара, лов, риболов), право убирања царина и право да дају или одузму грађански статус својим становницима и имали су право држања вашара. Другостепена инстанца за судске спорове грађана ових градова је био суд града Будима. Слободни краљевски градови су заједно са племством и црквом чинили „нацију“ и из редова ова три сталежа је и попуњавано чланство сабора. Жигмунд Луксембуршки је као награду за верност коју су му градови пружали, „градским декретом“ дао градовима право мача (то значи да је градски суд добио право изрицања смртне казне). У току 18. века, на територији Србије тај статус су стекли Нови Сад, Суботица и Сомбор.
- Краљевске вароши - изузете из жупанијске јурисдикције и подређени краљевском ризничару (или главном финансијском чиновнику световног или црквеног поглавара, на пример, Дебрецин је морао да се обрати тавернику Деспота Ђурђа Бранковића као другостепеној инстанци, а сам деспот је био последња инстанца) који је и био другостепена судска инстанца. Такође су имали своје статуте по којима су функционисали али нису били представљени у сабору краљевине.
- Тргови - били су под јурисдикцијом световног или црквеног поглавара али су становници били слободни и имали одређене привилегије одређене повељом коју им је даривао феудални господар. Управу и судство су попуњавали чиновници господара уз делимично учешће представника трга. Обично су имали право плаћања феудалних обавеза одсеком (тачно утврђен износ, једном у години на унапред одређен дан), право држања сајма и могућност откупљивања већег дела обавеза (од 1820. године, свих). Тргови су били подређени свом господару (плаћање обавеза, избор магистрата и судија у потпуној или делимичној надлежности властелина) и подлегали су под жупанијску јурисдикцију. Нису смели бити опасани зидинама. Крајем 18. века било је 548 тргова. У току 18. века, на територији Србије тај статус су стекли Рума, Зрењанин (1769. године) и Апатин.

Пошто је Хрватска била саставни део Угарске краљевине, уређење градова које је важило на територији Мађарске, важило је и у Хрватској. Слободни краљевски градови (Загреб, Крижевци, Вараждин, Самобор, Бихаћ, Вуковар, Копривница, Книн итд.) на територији Хрватске су учествовали у раду славонских и хрватских сабора. Као и у Мађарској, имали су своје статуте, зидине, оружане снаге и нису подлегали под жупанијску власт. Становништво градова је било измешано и у Угарској и у Хрватској (Немци, Словени, Мађари) а у неким градовима (Загреб, Вуковар) је сваки етницитет био представљен у градском већу.
На територији целог Угарског краљевства су такође постојали црквени и великашки градови, а понекад је оквиру истих зидина било две или три градске општине са посебним статутом и организацијом (Загреб, Стони Београд). Ови градови нису учествовали у раду државног сабора и обично су имали мању аутономију у односу на дародавца повеље.

## Градови у Чешкој
Као и у Угарској тако и у Чешком краљевству, почев од 12. века, краљевски градови настају израстањем насеља у градове са привилегијама добијеним од стране локалног магната, бискупа или краља или су оснивани нови градови путем досељавања странаца (углавном из Немачке и Фландрије (области у Белгији). Посебан подстрек оснивању градова је откриће сребра, којег је Чешка за средњовековне прилике имала доста.
Градови су по повељама били аутономне заједнице које су биле устројене према градском статуту (обично копијом статута града Магдебурга), изузете од јурисдикције жупана и ослобођени плаћања локалних пореза и царина и имали су своје органе управљања као и своје судове. Градови су ради заштите били опасани зидовима и имали су своје оружане снаге.
Иако су градови уживали подршку владара (посебно Вацлав II Пшемисл, Карло IV, Вацлав IV, Јиржи Подјербрад) нису добили право представљања у сабору краљевства све до 1421. године. Племство је покушало да ускрати право градова да учествују у раду сабора тврдњом да за доношење закона није неопходна сагласност грађана. Градови су се супротставили а сукоби се трајали све до склапања Световацлавског споразума 1517. године, када је племство гарантовало учешће градова у доношењу закона и другим пословима сабора. За узврат, градови су били присиљени да се одрекну монопола на пиво као и да прихвате да Врховни суд (чије је чланове бирао сабор између припадника барона и витезова) може да одлучује у одређеним питањима градске самоуправе.
Своју политички утицај градови ће потпуно изгубити (као и чешки сталежи уопште) током катастрофалног Тридесетогодишњег рата који је скоро уништио Чешку (опљачкано је око 500 градова) а уништење су избегли само католички Плзењ, Брно и Бадвајз (који су такође били изузети од огромних пореза на пиво које су Хабзбурзи увели у покорену Чешку). Остатак градске аутономије ће бити избрисан терезијанским реформама у 18. веку.